# Фридрих от Саксония-Ваймар (1596 – 1622)
Фридрих (на немски: Friedrich von Sachsen-Weimar; * 1 март 1596, Алтенбург; † 29 август 1622 при Фльорюс, Белгия) от рода на Ваймерските Ернестински Ветини е принц, херцог на Саксония-Ваймар и полковник през Тридесетгодишната война.

## Живот
Син е на херцог Йохан III от Саксония-Ваймар (1570 – 1605) и съпругата му Доротея Мария фон Анхалт (1574 – 1617) от род Аскани, дъщеря на княз Йоахим Ернст от Анхалт и сестра на княз Лудвиг I от Анхалт-Кьотен. Брат е на Йохан Ернст I, Вилхелм IV, Албрехт, Йохан Фридрих, Бернхард и Ернст I.
Фридрих следва в университет Йена, както неговия най-голям брат Йохан Ернст. През 1615 г. брат му Йохан Ернст поема управлението в Саксония-Ваймар и опекунството на още малолетните му братя.
На 24 август 1617 г. в дворец Хорнщайн (сега Вилхелмсбург) се основава литературното общество Fruchtbringende Gesellschaft. Фридрих е член на основателите и княз Лудвиг I фон Анхалт-Кьотен му дава името der Hoffende и девиза es soll noch werden. Като емблема му се дава една полузряла череша, висяща на дървото (eine halbreife Kirsche, an dem Baum hangende). В книгата на обществото от Кьотен, херцог Фридрих се намира под нр. 4.
След няколко седмици херцог Фридрих започва пътуването си Grand Tour през 1617 г. през Франция за Великобритания и обратно през Нидерландия. През 1619 г. той се връща обратно.
Заедно с братята му, херцозите Йохан Ернст Младши, Вилхелм IV и Йохан Фридрих, херцог Фридрих се бие също на страната на протестантите в Бохемската война.
При граф Ернст фон Мансфелд той служи като полковник (Obrist). В регимента на Христиан фон Халберщат през 1622 г. той участва в битката при Фльорюс против испанците и е смъртно ранен. На следващия ден херцог Фридрих умира на 26 години на 29 август 1622 г. при Фльорюс в Белгия.